# Nippononeta projecta
Nippononeta projecta là một loài nhện trong họ Linyphiidae.
Loài này thuộc chi Nippononeta. Nippononeta projecta được Ryoji Oi miêu tả năm 1960.